# Manuel Díaz Vega
Manuel Díaz Vega (né le 1er septembre 1954) est un arbitre international  puis un dirigeant espagnol de football. Il occupe actuellement le poste de directeur technique du Comité Technique des Arbitres, l'organisme d'arbitrage espagnol.

## Carrière

### En Espagne
Manuel Díaz Vega commence sa carrière d'arbitre en 1975. En 1983, il débute en deuxième division avant de rejoindre la Liga en 1987. Son premier match en première division oppose l'Athletic Bilbao au RCD Majorque le 29 août 1987.
Il arbitre au total 203 rencontres de championnat en 13 ans, étant l'arbitre ayant comptabilisé le plus de rencontres arbitrées au moment de son arrêt. Son dernier match arbitré a lieu lors de la dernière journée de la saison 1999-2000 et oppose le FC Séville au Rayo Vallecano le 19 mai.
Considéré comme un des meilleurs arbitres espagnols, il a notamment dirigé trois finales de Coupe du Roi (en 1992, 1996 et 1999), ainsi que deux Supercoupes d'Espagne.

### International
Il devient arbitre international de la FIFA en 1990 et arbitre 70 rencontres internationales dans sa carrière.
Sa première grande compétition a lieu en 1992 où il est sélectionné pour les Jeux olympiques de Barcelone. Il arbitre notamment le match pour la troisième place.
En 1994, il est sélectionné pour arbitrer lors de la Coupe du monde. Il n'y dirige que le match Pays-Bas-Arabie Saoudite. En 1996, lors de l'Euro, il arbitre le match d'ouverture Angleterre-Suisse, également son unique match dans la compétition.
En coupe d'Europe, il a notamment arbitré le match aller de la Supercoupe d'Europe Parme AC-Milan AC. En ligue des champions, il dirige la finale de l'édition 1995-1996 Juventus-Ajax Amsterdam qui se solde par la victoire des Italiens aux tirs au but. C'est le deuxième arbitre espagnol à diriger une finale de la plus grande compétition européenne de clubs près de trois décennies après José María Ortiz de Mendíbil. Il arbitre au total 18 matchs de ligue des champions.

### Depuis 2000
Après l'arrêt de sa carrière, il est directeur technique du Comité Technique des Arbitres, l'organisme d'arbitrage de la Fédération espagnole de football. Il est également membre du comité d'arbitrage de l'UEFA.

## Polémiques
Bien qu'il soit régulièrement classé dans les meilleurs arbitres par les organismes espagnols ou internationaux, un bon nombre de ses décisions ont prêté à polémique,. Ses actions ont été contestées soit par les joueurs, les entraîneurs ou les médias.
Lors de la saison 1992-1993, Le Comité de compétition de la Fédération espagnole de football ouvre une enquête pour des irrégularités présumées commises lors du match Celta de Vigo-FC Séville au cours duquel il expulse l'arbitre asturien expulse quatre joueurs locaux. L'affaire a été classée, huit joueurs du Celta étant suspendus 21 matchs et le Stade Balaídos fermé pour deux matchs.
Un peu plus tard dans la même saison, le Comité ouvre une autre enquête à la suite de sa confrontation verbale avec l'entraîneur du FC Barcelone Johan Cruijff. Celui-ci critique la décision de l'arbitre à la suite d'un match contre le Real Madrid CF, affirmant qu'« il devrait se consacrer à l'arbitrage des matchs d'enfants ». L'arbitre asturien lui répond le lendemain, accusant le technicien néerlandais de « grande gueule », « arrogant », « colérique » et de « pisser dans son pantalon quand il affronte le Real Madrid ».

## Distinctions
- En 1991-1992, il est désigné meilleur arbitre du Championnat d'Espagne par le Comité Technique des Arbitres de la Fédération espagnole de football.
- En 1995, 1996, 1997 et 1999, il est classé dans les 10 meilleurs arbitres par l'IFFHS.
- Le journal Marca lui décerne en 1992 et 1998 le trophée Guruceta de meilleur arbitre de première division espagnole.
- En 1995, la ville d'Oviedo lui décerne le prix du meilleur sportif de la ville.
- Le quartier d'Oviedo La Corredoria lui rend hommage en nommant par son nom le nouveau stade du quartier, le Stade Manuel Díaz Vega.